# Franz Schreker
Franz Schreker, de son vrai nom Franz Schrecker, est un compositeur autrichien, né le 23 mars 1878 à Monte-Carlo et mort le 21 mars 1934 à Berlin.

## Biographie

### Enfance et jeunesse
Le père de Franz, Isak Schrecker, originaire d'une petite ville de Bohême, Golčův Jeníkov, naît le 6 mars 1834 dans une famille d'artisans juifs germanophones. Porté par une vocation d'artiste, il tente d'abord une carrière de dessinateur. Pour des raisons pécuniaires, il se tourne finalement vers la photographie. Il parvient progressivement à s'attacher une clientèle bourgeoise et aristocratique et ouvre un studio renommé à Budapest. En 1876, Isak entreprend une correspondance avec Eleonore von Clossman. Née en Styrie du sud, cette aristocrate a fui le milieu familial après le remariage de son père, le commandant August von Clossmann. Récemment installée à Vienne, elle occupe une place de gouvernante. Quelques mois après ces premiers échanges, Isak et Eleonore se marient en Hongrie. À cette occasion, Isak se convertit au protestantisme et prend le nom d'Ignaz.
Le jeune couple quitte rapidement l'Autriche-Hongrie pour Monaco. En 1877, Eleonore donne naissance à un enfant qui meurt prématurément. L'année suivante, Franz August Julius Schrecker vient au monde. Le futur compositeur est assez marqué par le cadre méditerranéen de sa petite enfance. Cette installation monégasque ne dure pas. Dès 1880, Ignaz reprend sa carrière de photographe itinérant, emmenant sa famille à Paris, Bruxelles, Pola, Vienne ou Linz… Il se trouve en Haute-Autriche, à Ungenach, lorsqu'il meurt soudainement de la tuberculose le 22 janvier 1888.
Ignaz ne lègue que des dettes. La famille Schrecker sombre dans la précarité. Eleonore emménage à Döbling, dans la périphérie de Vienne. Elle vit de travaux artisanaux et des subsides de sa marraine, la princesse Alexandrine von Windischgrätz. Fréquentant l'école primaire de Döbling, Franz suit les cours de piano, d'orgue, de violon et de théorie musicale de Karl Pfleger. C'est dans ce contexte qu'il compose sa toute première œuvre, une Ode à la mémoire de Napoléon.
N'ayant pas les moyens de poursuivre des études secondaires, Franz se cultive en autodidacte. À 14 ans, il commence à donner des cours d'allemand et d'arithmétique. La paroisse de Döbling l'emploie occasionnellement comme organiste. Multipliant les engagements sans lendemain, il accompagne un jour la cantatrice Berta Ehn. Surprise par sa précocité, elle utilise son influence pour lui ouvrir les portes du Conservatoire de Vienne. Parce qu'il ne peut payer les cours, l'administration lui assigne d'abord la classe de hautbois. Grâce au soutien financier de la princesse von Windischgrätz, il parvient finalement à intégrer la classe de violon d'Arnold Rosé. Il semble avoir été un élève médiocre — un carnet de note de la fin de l'année 1893 fait état d'un travail « insuffisant ». Il brille par contre dans les cours théoriques : aussi bien la classe d'harmonie de Robert Fuchs que celle de contrepoint d'Hermann Graedener soulignent continûment son excellence. En 1895, il fonde une association d’étudiants, la Verein der Musikfreunde, qui réunit plusieurs célébrités en devenir telles que le violoniste Fritz Kreisler, ou le compositeur Franz Schmidt. Elle est rapidement interdite par le Conservatoire, dont le règlement proscrit les organisations parallèles.
Progressivement, Schreker délaisse l'interprétation au profit de la composition. En 1896, l'une de ses œuvres est pour la première fois représentée. De passage à Londres, l'Orchestre de l'Opéra de Budapest crée sa Love song. Faute de pouvoir se payer le déplacement, il ne peut assister à cette première création. L'année suivante, il abandonne la classe de violon d'Arnold Rosé pour se recentrer sur la classe d'harmonie de Robert Fuchs. Il écrit une cinquantaine de lieder dans le style de Brahms et de Hugo Wolf.

### Premières années de compositeur et enseignant
Diplômé en 1900, il se fait connaître en représentant deux œuvres d'envergure : un Psaume n° 116 et une Symphonie en la majeur. Repris en 1901 par Ferdinand Loewe à la Gesellschaft der Musikfreunde, le Psaume est vivement salué par le critique Eduard Hanslick. Il gagne sa vie en donnant aussi des leçons particulières de piano, de violon et de théorie, à Döbling.

### Le rénovateur de l'opéra allemand (1908-1920)
Schreker obtient son premier succès en 1908 avec une suite chorégraphique inspirée par la nouvelle d'Oscar Wilde Die Geburtstag der Infantin (L’anniversaire de l’infante). Le même sujet l’inspirera à nouveau dix ans plus tard, à l’opéra cette fois, dans Die Gezeichneten (Les Stigmatisés). En 1912, le succès phénoménal de son opéra Der Ferne Klang (Le son lointain), salué par une critique européenne unanime, le rend célèbre du jour au lendemain ; la même année, on lui confie la succession de Fuchs au Conservatoire de Vienne. Ses opéras Die Gezeichneten et Der Schatzgräber (Le chercheur de trésor), représentés en 1918 et en 1920, imposent son leadership sur les scènes allemandes au début de la République de Weimar, aux côtés de Richard Strauss. Il quitte Vienne pour Berlin en 1920.

### Le directeur du conservatoire de Berlin (1920-1932)
En 1920 en effet, il est nommé par le gouvernement social-démocrate allemand directeur du Conservatoire de Berlin ( Staatliche Hochschule für Musik , au sein de l'Université des arts de Berlin ), occupant ainsi, jusqu’à son éviction en 1932, le poste pédagogique le plus important dans le domaine musical de la jeune République de Weimar. Sous sa direction, ce Conservatoire de Berlin devient un centre majeur de la vie musicale européenne, comptant dans son corps enseignant des personnalités comme Paul Hindemith, Artur Schnabel, Arnold Schoenberg, Fischer, Sachs, von Hornbostel, et contribuant à la formation de musiciens comme Jascha Horenstein, Ernst Krenek ou Alois Haba. Au même moment, les orchestres de la ville sont dirigés par Erich Kleiber, Fritz Busch, Bruno Walter, Wilhelm Furtwängler ou encore Otto Klemperer. Ce dernier dirige la première de Irrelohe (Gare d'Irrenlohe/Flamme folle) en 1924 ; l’ouvrage est salué par le public, mais reçoit un accueil mitigé de la part de la critique. Il en est de même pour Der Singende Teufel (Le diable chantant) en 1928 et Der Schmied von Gent (Le forgeron de Gand) en 1932, dont l’insuccès est en grande partie provoqué par l’opposition de plus en plus farouche des nationaux-socialistes à un compositeur juif nommé à un poste officiel par un gouvernement social-démocrate. Les nazis empêchent la création de Christophorus, composé entre 1925 et 1929, ouvrage qui ne sera finalement représenté qu'en 1978.
Mis à l’écart de toute position pédagogique par le nouveau régime dès 1933, qui ne manque aucune occasion de le stigmatiser comme « artiste dégénéré », conduit à démissionner, Franz Schreker meurt l'année suivante, à Berlin le 21 mars 1934, dans une indifférence quasi générale, deux jours avant ses 56 ans.

## Postérité
Après avoir été l'un des compositeurs d'opéra les plus importants dans les années 1920, sa mise à l'écart par les nazis plonge en partie son oeuvre dans l'oubli. Sa redécouverte a surtout été la conséquence d'un congrès musicologique organisé à Graz au milieu des années 1970. Depuis, les représentations se multiplient et l'industrie phonographique publie à nouveau de plus en plus d'enregistrements de ses œuvres.
En France, par exemple, l’Opéra national du Rhin fait jouer Der ferne Klang en 2012 puis Der Schatzgräber en première française en 2022, tandis que l'Opéra de Lyon programme en 2015 Die Gezeichneten puis Irrelohe en 2022.

## Œuvres

### Œuvres vocales

#### Opéras
- Flammen (Flammes) (1901-1902)
- Der ferne Klang (Le Son lointain) (1903-1910)[3]
- Das Spielwerk und die Prinzessin (La Boîte à musique et la Princesse) (1908; 1909-1912)
- Das Spielwerk (La Boîte à musique), révision de Das Spielwerk und die Prinzessin (1915)
- Die Gezeichneten (Les Stigmatisés) (1911; 1913–1915)
- Der Schatzgräber (Le Chercheur de trésor) (1915–1918)[2]
- Irrelohe (1919-1922)[3]
- Der singende Teufel (Le Diable chantant) (1924; 1927-1928)
- Christophorus (oder Die Vision einer Oper), (Christophorus ou la vision d'un opéra) (1925-1929)
- Der Schmied von Gent (Le Forgeron de Gand) (1929-1932)[3]
- Memnon esquisses (1933-1934)

#### Œuvres chorales
- Auf dem Gottesacker, motet (avant 1899)
- Der Holdestein pour soprano, basse, chœur mixte et orchestre (ou piano) (avant 1899)
- Schlehenblüte pour chœur d'hommes, sur un texte de Rudolf Baumbach (avant 1899)
- Versunken pour chœur d'hommes, sur un texte de Rudolf Baumbach (avant 1899)
- Der 116. Psalm (Psaume 116) pour chœur de femmes à 3 voix, orgue et orchestre op. 6  1900)
- Gesang der Armen im Winter pour chœur mixte (1902)
- Schwanengesang,  pour chœur mixte et orchestre op. 11 (1902)

#### Mélodies
- Zwei Lieder auf den Tod eines Kindes, op. 5, d'après Mia Holm (1895)
- Lied der Fiorina (1896)
- Zwei Liebeslieder (1897)
- Vier Lieder, d'après Mia Holm (1898)
- Drei Lieder von Vincenz Zusner (1899)
- Acht Lieder, op. 7 (1898-1900)
- Ave Maria pour chant et orgue (1902)
- Ave Maria II pour chant et orgue (1902)
- Fünf Lieder op. 3, d'après Paul Heyse (1902)
- Zwei Lieder, op. 2 (1904)
- Fünf Lieder, op. 4 (1904)
- Vergangenheit, d'après Nikolaus Lenau (1906)
- Das feurige Männlein, d'après Alfons Petzold (1915)
- Fünf Gesänge für tiefe oder mittlere Stimme mit Begleitung eines kleinen Orchesters (Cinq chants pour voix grave ou moyenne avec accompagnement de petit orchestre) textes d'Edith Ronsperger, d'après Les 1001 Nuits (1909, orchestrés en 1922)
- Vom ewigen Leben pour soprano et orchestre, d'après Walt Whitman (1923-1927)

### Œuvres orchestrales
- Love Song pour harpe et orchestre à cordes (1895, perdu)
- Scherzo (1899, inédit)
- Symphonie en la mineur pour grand orchestre op. 1 (1899, incomplète: dernier mouvement perdu)
- Intermezzo pour orchestre à cordes op. 8 (1900, inclus ultérieurement dans la Romantische Suite)
- Scherzo (1900)
- Ekkehard Ouverture symphonique pour grand orchestre et orgue op.12 (1902-1903)
- Romantische Suite pour grand orchestre op. 14 (1903)
- Phantastische Ouvertüre pour grand orchestre op. 15 (1904)
- Nachtstück tiré de l'opéra Der ferne Klang (1906-1907)
- Valse lente pour orchestre (1908)
- Festwalzer und Walzerintermezzo pour grand orchestre (1908)
- Der Geburtstag der Infantin (L'Anniversaire de l'Infante) Pantomime, d'après Oscar Wilde pour orchestre de chambre (1908-1910)
- Rokoko Jeu dansé pour grand orchestre (après 1908)
- Kammersymphonie (symphonie de chambre) pour 23 instruments solistes (1917)
- Interlude Symphonique tiré de l'opéra Der Schatzgräber (1922)
- Kleine Suite für Kammerorchester (Petite suite pour orchestre de chambre) (1928)
- Vier kleine stücke für grosses Orchester (Quatre petites pièces pour grand orchestre) (1931)
- Vier Stücke für Filmmusik (Quatre pièces pour une musique de film) (instrumentées par John Heller) (1931)
- Das Weib des Intaphernes Mélodrame pour récitant et orchestre, texte d'Eduard Stucken (1932-1933)
- Vorspiel zu einer grossen Oper (Memnon) (Prélude à un grand opéra) pour grand orchestre (1933)

### Musique de chambre
- Sonate pour violon et piano (1897)
- Der Wind pour clarinette, cor, violon, violoncelle et piano (1909)

### Musique pour piano
- Adagio (1902)
- Melodie (1902)

## Discographie

### Opéras
- « Flammen » Ulrich Windfuhr (direction), enregistré en 2001, CD CPO, N° CPO 999 824-2 (2001)
- « Flammen » (arrangé pour petit orchestre par Hans Peter Mohr), Frank Strobel (direction), enregistré en 1989, CD Marco Polo, N° 8.223422 (1993)
- « Der Ferne Klang » Michael Halász (direction), 2 CD Marco Polo, N° 8.223270-271 (2000)
- « Der Ferne Klang » Michael Halász (direction), 2 CD Naxos, N° 8.660074 (réédition de la version Marco Polo)
- « Der Ferne Klang » Dirk Kaftan (direction), 2 SACD Ars Produktion, N° ARS 38 080 (2011)
- « Das Spielwerk und die Prinzessin » Ulrich Windfuhr (direction), enregistré en 2003, 2 CD CPO, N° 999 958-2 (2003)
- « Die Gezeichneten » Edo De Waart (direction), 3 CD Marco Polo, N° 8.223328-330 (1991)
- « Die Gezeichneten » Lothar Zagrosek (direction), 2 CD Decca, enregistré en 1993-94, N° 444 442-2 (1995)
- « Die Gezeichneten » Gerd Albrecht (direction), 2 CD Orfeo, N°C 584 022 (2002)
- « Der Schatzgräber » Gerd Albrecht (direction), 2 CD Capriccio, N° 60 010-2 (2000)[2]
- « Irrelohe » Peter Gülke (direction), 2 CD Sony, N° S2K 66850 (1995)
- « Irrelohe » Stefan Blunier (direction), 3 SACD MDG, N° 937 1687-6 (2011)
- « Christophorus, oder Die Vision einer Oper » Ulrich Windfuhr (direction), enregistré en 2003, 2 CD CPO, N° 999 903-2 (2005)
- « Der Schmied von Gent » Frank Beermann (direction), enregistré en 2010, 2 CD CPO, N° (2012)

## Filmographie
- Die Gezeichneten, opéra enregistré au festival de Salzbourg en 2005, Nikolaus Lehnhoff (mise en scène), Kent Nagano (direction), DVD EuroArts (2006)